# آبشار کاراکول

نمایی از آبشار

آبشار کاراکول(به اسپانیایی: , Cascata do Caracol) یک آبشار با ارتفاع ۴۲۶ فوت (۱۳۰ متر) و عرض ۱۱۵ فوت (۳۵ متر) است که در ۴٫۳۵ مایل (۷٫۰۰ کیلومتر) کانلا، برزیل و در پارک ایالتی کاراکول قرار دارد. این آبشار توسط رودخانه کاراکول تشکیل می‌شود.
آبشار کراکول از جاذبه‌های گردشگری بزرگ برزیل است و دومین جاذیه گردشگری طبیعی برزیل (بعد از آبشار ایگوازو) محسوب می‌شود. در سال ۲۰۰۹ آبشار کراکول بیش از ۲۸۹٬۰۰۰ گردشگر را به خود حذب کرد.